# Анжуан
Анжуан (фр. Anjouan) је острво у Индијском океану, у архипелагу Коморских острва. Анжуан је друго по величини острво архипелага. Становништво острва, према попису из 2003 је 259 100 људи, а процењује за 2006. годину више од 277.500 људи. Анжуан је чланица Уније Коморских острва као аутономна област. Њен административни центар и највећи град је Муцамуду. Током 2007. и 2008. у Анжуану је постојала непризната држава истог имена, која је ликвидирана путем војне интервенције.

## Историја
1500. године је на острву постојао Султанат Ндзувани, који је био најјачи султанат на Коморским острвима. Године 1886. је Анжуан постао француски протекторат, а 1912. је службено припојен Француској. 1975. је постао део независне државе Комори.
Острво Анжуан се заједно с острвом Мохелијем 1997. одцепио од Комора и створио независну Републику Анжуан која није била међународно призната. Председник је постао Фунди Абдалах Ибрахим. Острво је затражило да поново постане француска колонија, али је Француска то одбила. Од 1999. почињу сукоби с регуларном војском Комора. 2001. је изведен војни удар и на власт на Анжуану дошао је Мохамед Бакар. Године 2002. је проглашен споразум којим је Анжуан поново постао део Комора под великом самоуправом. 2008. је коморска влада уз помоћ снага Афричке уније покренула војну инвазију с циљем поновног враћања Анжуана. Мохамед Бакар је побегао, и Анжуан је потпуно враћен под коморску контролу.